# Elliptoideus sloatianus
Elliptoideus sloatianus é uma espécie de bivalve da família Unionidae.
É endémica dos Estados Unidos da América.
Está ameaçada por perda de habitat.